# Заврашвили, Николай Иванович
Николай Иванович Заврашвили (1907 год, село Шрома, Сигнахский уезд, Тифлисская губерния, Российская империя — неизвестно, село Шрома, Лагодехский район, Грузинская ССР) — бригадир колхоза «Шрома» Лагодехского района, Грузинская ССР. Герой Социалистического Труда (1949).

## Биография
Родился в 1907 году в крестьянской семье в селе Шрома Сигнахского уезда. С раннего возраста трудился в частном сельском хозяйстве. Во время коллективизации вступил в колхоз «Шрома» Лагодехского района, председателем которого с 1940-х годов был Эраст Георгиевич Самаргвелиани. В послевоенные годы был назначен бригадиром табаководческой бригады.
В 1948 году бригада под его руководством собрала в среднем с каждого гектара по 28,4 центнера листьев табака сорта «Трапезонд» с площади 9,2 гектаров. Указом Президиума Верховного Совета СССР от 3 мая 1949 года удостоен звания Героя Социалистического Труда за «получение высоких урожаев кукурузы и табака в 1948 году» с вручением ордена Ленина и золотой медали «Серп и Молот» (№ 3494).
Этим же Указом званием Героя Социалистического Труда были награждены колхозный агроном Шалва Николаевич Ломидзе и четверо тружеников колхоза (в том числе бригадиры Илья Константинович Алакидзе, Илья Бессарионович Натрошвили (лишён звания в 1962 года)).
За выдающиеся трудовые достижения по итогам Семилетки (1959—1965) награждён вторым Орденом Ленина.
Проживал в родном селе Шрома Лагодехского района. Дата смерти не установлена.
Награды
- Герой Социалистического Труда
- Орден Ленина — дважды (1949; 02.04.1966)